# Nievole
Il Nievole è un importante torrente della provincia di Pistoia dal quale prende il nome il territorio della Valdinievole, vallata secondaria rilevante della Valdarno.

## Percorso
Il Nievole nasce nei contrafforti appenninici fra Avaglio e Casore del Monte, nel Comune di Marliana; dopo il ripido percorso montano il torrente Nievole passa fra i territori di Serravalle Pistoiese e Pieve a Nievole e si avvia verso sud in territorio pianeggiante bonificato e quindi nel Padule di Fucecchio. Confluisce nel canale del Terzo, che a sua volta contribuisce a formare il canale Maestro che diventa poi Usciana, affluente dell'Arno.